# Όrοs Vernο - Kοryfi Vitsi
Όrοs Vernο - Kοryfi Vitsi este o arie protejată (arie specială de conservare — SAC, sit de importanță comunitară — SCI) din Grecia întinsă pe o suprafață de 8.177,35 ha, integral pe uscat.

## Localizare
Centrul sitului Όrοs Vernο - Kοryfi Vitsi este situat la coordonatele 40°39′36″N 21°25′39″E / 40.66011°N 21.427365°E.

## Înființare
Situl Όrοs Vernο - Kοryfi Vitsi a fost declarat sit de importanță comunitară în august 1996 pentru a proteja 3 specii de animale. Situl a fost protejat și ca arie specială de conservare în martie 2011.

## Biodiversitate
Situată în ecoregiunea mediteraneană, aria protejată conține 8 habitate naturale: Formațiuni ierboase bogate în specii de Nardus, dezvoltate pe substraturi silicioase în zone montane (și în zone submontane, în Europa continentală), Mlaștini alcaline, Grohotișuri est-mediteraneene, Pante stâncoase silicioase cu vegetație casmofită, Păduri de fag Luzulo-Fagetum, Păduri de fag Asperulo-Fagetum, Păduri aluvionare cu Alnus glutinosa și Fraxinus excelsior (Alno-Padion, Alnion incanae, Salicion albae), Păduri panonice-balcanice de stejar turcesc - stejar sesil.
La baza desemnării sitului se află mai multe specii protejate:
- amfibieni (1): izvoraș-cu-burta-galbenă (Bombina variegata)
- mamifere (1): vidră de râu (Lutra lutra)
- reptile (1): țestoasă bănățeană (Testudo hermanni)

Pe lângă speciile protejate, pe teritoriul sitului au mai fost identificate 18 specii de plante, 5 specii de amfibieni, 6 specii de mamifere, 8 specii de reptile.